# Copa Sudamericana 2007
Die Copa Sudamericana 2007 war die 6. Ausspielung des zweitwichtigsten südamerikanischen Fußballwettbewerbs für Vereinsmannschaften, der aufgrund des Sponsorings des Automobilherstellers Nissan auch unter der Bezeichnung „Copa Nissan Sudamericana“ firmierte. In dieser sechsten Saison nahmen wieder insgesamt 34 Mannschaften teil. Darunter 30 Teams aus den 10 Mitgliedsverbänden der CONMEBOL und diesmal 4 Teams aus dem Bereich der CONCACAF. Dies waren Titelverteidiger CF Pachuca, Club América und Deportivo Guadalajara aus Mexiko und D.C. United aus den USA. Der Wettbewerb wurde wie gehabt in der zweiten Jahreshälfte ausgespielt. Er begann am 31. Juli 2007 mit den Ausscheidungsrunden in Chile und Bolivien und endete am 5. Dezember 2007 mit dem Finalrückspiel in Avellaneda.

## Modus
Im Vergleich zum Vorjahr gab es nur geringe Änderungen am Austragungsmodus. In den regionalen Ausscheidungsrunden (außer Argentinien und Brasilien) spielten die Klubs eines Landes nicht mehr gegeneinander, sondern gegen den Klub des jeweils anderen Landes. Für das Achtelfinale qualifizierten sich wie gehabt die jeweiligen Sieger. Weitere sechs Mannschaften waren direkt für das Achtelfinale qualifiziert. Dies waren zwei Teams aus Argentinien und die vier Teams aus dem Bereich der CONCACAF. Ab dem Achtelfinale wurde wie bisher im reinen K.-o.-System mit Hin- und Rückspiel gespielt. Bei Punkt- und Torgleichheit galt die Auswärtstorregel. War auch die Zahl der auswärts erzielten Tore gleich, folgte im Anschluss an das Rückspiel unmittelbar ein Elfmeterschießen. Diese Regelung galt auch für das Finale.

## Ausscheidung Argentinien
Die Hinspiele fanden am 8. und 14. August, die Rückspiele am 5. und 6. September 2007 statt.
|                    | Gesamt |                           | Hinspiel | Rückspiel |
| ------------------ | ------ | ------------------------- | -------- | --------- |
| CA Lanús           | 3:2    | Estudiantes de La Plata   | 2:0      | 1:2       |
| Arsenal de Sarandí | 4:1    | CA San Lorenzo de Almagro | 1:1      | 3:0       |

Argentiniens Vertreter für das Achtelfinale waren, neben den bereits gesetzten Klubs Boca Juniors und River Plate, somit CA Lanús und Arsenal de Sarandí.

## Ausscheidung Brasilien
Die Hinspiele fanden am 15., 16. und 22. August, die Rückspiele am 23. und 22. August sowie am 12. September 2007 statt.
|                | Gesamt    |                         | Hinspiel | Rückspiel |
| -------------- | --------- | ----------------------- | -------- | --------- |
| Figueirense FC | (a)3:3(a) | FC São Paulo            | 2:2      | 1:1       |
| Goiás EC       | 2:1       | Cruzeiro Belo Horizonte | 2:0      | 0:1       |
| Paranaense     | 2:6       | CR Vasco da Gama        | 2:4      | 0:2       |
| Botafogo FR    | 5:2       | Corinthians São Paulo   | 3:1      | 2:1       |

Brasiliens Vertreter für das Achtelfinale waren somit der FC São Paulo, Goiás EC, CR Vasco da Gama und Botafogo Rio de Janeiro.

## Ausscheidung Chile / Bolivien

### 1. Runde
Die Hinspiele fanden am 31. Juli und 2. August, die Rückspiele am 7. und 9. August 2007 statt.
|                           | Gesamt |                        | Hinspiel | Rückspiel |
| ------------------------- | ------ | ---------------------- | -------- | --------- |
| Audax Italiano La Florida | 3:1    | Club Jorge Wilstermann | 2:0      | 1:1       |
| Real Potosí               | 2:4    | CSD Colo-Colo          | 1:1      | 1:3       |

### 2. Runde
Das Hinspiel fand am 28. August, das Rückspiel am 4. September 2007 statt.
|               | Gesamt    |                           | Hinspiel | Rückspiel |
| ------------- | --------- | ------------------------- | -------- | --------- |
| CSD Colo-Colo | (a)1:1(a) | Audax Italiano La Florida | 0:0      | 1:1       |

Für das Achtelfinale qualifizierte sich CSD Colo-Colo Santiago aus Chile.

## Ausscheidung Ecuador / Venezuela

### 1. Runde
Die Hinspiele fanden am 1. und 16., die Rückspiele am 21. und 28. August 2007 statt.
|             | Gesamt |                | Hinspiel | Rückspiel |
| ----------- | ------ | -------------- | -------- | --------- |
| CD Olmedo   | 3:1    | Zamora FC      | 1:0      | 2:1       |
| Carabobo FC | 0:5    | CD El Nacional | 0:1      | 0:4       |

### 2. Runde
Das Hinspiel fand am 4., das Rückspiel am 11. September 2007 statt.
|                | Gesamt |           | Hinspiel | Rückspiel |
| -------------- | ------ | --------- | -------- | --------- |
| CD El Nacional | 3:0    | CD Olmedo | 2:0      | 1:0       |

Für das Achtelfinale qualifizierte sich CD El Nacional Quito aus Ecuador.

## Ausscheidung Kolumbien / Peru

### 1. Runde
Die Hinspiele fanden am 2. und 9., die Rückspiele am 23. und 30. August 2007 statt.
|                           | Gesamt          |                      | Hinspiel | Rückspiel |
| ------------------------- | --------------- | -------------------- | -------- | --------- |
| CD Los Millonarios        | 1:1 (5:4 i. E.) | Coronel Bolognesi FC | 0:1      | 1:0       |
| Universitario de Deportes | 0:2             | Atlético Nacional    | 0:1      | 0:1       |

### 2. Runde
Das Hinspiel fand am 5., das Rückspiel am 13. September 2007 statt.
|                   | Gesamt |                    | Hinspiel | Rückspiel |
| ----------------- | ------ | ------------------ | -------- | --------- |
| Atlético Nacional | 2:3    | CD Los Millonarios | 2:3      | 0:0       |

Für das Achtelfinale qualifizierte sich der Millonarios FC aus Kolumbien.

## Ausscheidung Paraguay / Uruguay

### 1. Runde
Die Hinspiele fanden am 1. und 7., die Rückspiele am 15. und 21. August 2007 statt.
|                   | Gesamt          |               | Hinspiel | Rückspiel |
| ----------------- | --------------- | ------------- | -------- | --------- |
| Tacuary FC        | 2:2 (4:1 i. E.) | Danubio FC    | 1:1      | 1:1       |
| Defensor Sporting | 4:3             | Club Libertad | 2:1      | 2:2       |

### 2. Runde
Das Hinspiel fand am 30. August, das Rückspiel am 13. September 2007 statt.
|            | Gesamt |                   | Hinspiel | Rückspiel |
| ---------- | ------ | ----------------- | -------- | --------- |
| Tacuary FC | 1:4    | Defensor Sporting | 1:1      | 0:3       |

Für das Achtelfinale qualifizierte sich der Defensor Sporting aus Uruguay.

## Achtelfinale
Teilnehmer waren die zehn Sieger der regionalen Ausscheidungen und folgende sechs Mannschaften die durch ein Freilos automatisch qualifiziert waren:
 Boca Juniors
 River Plate
 CF Pachuca (Titelverteidiger)
 Club América
 Deportivo Guadalajara
 D.C. United
Die Hinspiele fanden vom 19. bis 26. September, die Rückspiele vom 26. September bis 4. Oktober 2007 statt.
|                    | Gesamt          |                       | Hinspiel | Rückspiel |
| ------------------ | --------------- | --------------------- | -------- | --------- |
| CA Lanús           | 2:3             | CR Vasco da Gama      | 2:0      | 0:3       |
| Boca Juniors       | (a)2:2(a)       | FC São Paulo          | 2:1      | 0:1       |
| Goiás EC           | 3:4             | Arsenal de Sarandí    | 2:3      | 1:1       |
| Botafogo FR        | 3:4             | River Plate           | 1:0      | 2:4       |
| Defensor Sporting  | 3:2             | CD El Nacional        | 3:0      | 0:2       |
| CF Pachuca         | 3:4             | Club América          | 1:4      | 2:0       |
| CD Los Millonarios | 2:2 (7:6 i. E.) | CSD Colo-Colo         | 1:1      | 1:1       |
| D.C. United        | (a)2:2(a)       | Deportivo Guadalajara | 2:1      | 0:1       |

## Viertelfinale
Die Hinspiele fanden vom 10. und 25. Oktober, die Rückspiele am 24., 25. und 30. Oktober 2007 statt.
|                    | Gesamt    |                       | Hinspiel | Rückspiel |
| ------------------ | --------- | --------------------- | -------- | --------- |
| Club América       | 2:1       | CR Vasco da Gama      | 2:0      | 0:1       |
| FC São Paulo       | 0:3       | CD Los Millonarios    | 0:1      | 0:2       |
| Arsenal de Sarandí | 3:1       | Deportivo Guadalajara | 0:0      | 3:1       |
| Defensor Sporting  | (a)2:2(a) | River Plate           | 2:2      | 0:0       |

## Halbfinale
Die Hinspiele fanden am 7. und 8., die Rückspiele am 13. und 14. November 2007 statt.
|                    | Gesamt          |                    | Hinspiel | Rückspiel |
| ------------------ | --------------- | ------------------ | -------- | --------- |
| CD Los Millonarios | 2:5             | Club América       | 2:3      | 0:2       |
| River Plate        | 0:0 (2:4 i. E.) | Arsenal de Sarandí | 0:0      | 0:0       |

## Finale

### Hinspiel
| Club América                                       | Club América | Arsenal de Sarandí | Arsenal de Sarandí |
| -------------------------------------------------- | --- | --- | ------------------ |
| Club América                                       | \| 30. November 2007 in Mexiko-Stadt (Aztekenstadion) \| \| Ergebnis: 2:3 (1:1) \| \| Zuschauer: 100.000 \| \| Schiedsrichter: Ricardo Grance ( Paraguay) \| | \| 30. November 2007 in Mexiko-Stadt (Aztekenstadion) \| \| Ergebnis: 2:3 (1:1) \| \| Zuschauer: 100.000 \| \| Schiedsrichter: Ricardo Grance ( Paraguay) \| | Arsenal de Sarandí |
| Club América                                       | Guillermo Ochoa – José Antonio Castro González, Óscar Rojas, Duilio Davino , Ricardo Rojas – Alejandro Argüello, Juan Carlos Silva (71. Juan Mosqueda), Germán Villa (85. Enrique Esqueda), Federico Insúa – Hernán López, Salvador Cabañas Cheftrainer: Daniel Brailovsky ( Argentinien) | Mario Cuenca – Javier Gandolfi, Jossimar Mosquera, Aníbal Matellán, Cristian Díaz – Diego Villar (74. Pablo Garnier), Andrés San Martín, Carlos Casteglione , Javier Yacuzzi – Papu Gómez (82. Israel Damonte), José Luis Calderón (86. Leonardo Biagini) Cheftrainer: Gustavo Alfaro | Arsenal de Sarandí |
| Club América                                       | 1:0 Salvador Cabañas (6.) 2:1 Alejandro Argüello (55.) | 1:1 Aníbal Matellán (32.) 2:2 Papu Gómez (57.) 2:3 Papu Gómez (66.) | Arsenal de Sarandí |
| Club América                                       | José Antonio Castro González (32.), Germán Villa (42.) | Jossimar Mosquera (54.), Papu Gómez (?.), Javier Gandolfi (76.), Mario Cuenca (90.) | Arsenal de Sarandí |
| Club América                                       | Carlos Casteglione (80.) | | Arsenal de Sarandí |
| 30. November 2007 in Mexiko-Stadt (Aztekenstadion) | | |                    |
| Ergebnis: 2:3 (1:1)                                | | |                    |
| Zuschauer: 100.000                                 | | |                    |
| Schiedsrichter: Ricardo Grance ( Paraguay)         | | |                    |

### Rückspiel
| Arsenal de Sarandí                                        | Arsenal de Sarandí | Club América | Club América |
| --------------------------------------------------------- | --- | --- | ------------ |
| Arsenal de Sarandí                                        | \| 5. Dezember 2007 in Avellaneda (Estadio Presidente Perón) \| \| Ergebnis: 1:2 (0:1) \| \| Zuschauer: 30.000 \| \| Schiedsrichter: Óscar Ruiz ( Kolumbien) \| | \| 5. Dezember 2007 in Avellaneda (Estadio Presidente Perón) \| \| Ergebnis: 1:2 (0:1) \| \| Zuschauer: 30.000 \| \| Schiedsrichter: Óscar Ruiz ( Kolumbien) \| | Club América |
| Arsenal de Sarandí                                        | Mario Cuenca – Javier Gandolfi , Jossimar Mosquera, Aníbal Matellán, Cristian Díaz – Diego Villar (69. Martín Andrizzi), Andrés San Martín, Israel Damonte (86. Santiago Raymonda), Javier Yacuzzi (65. Leonardo Biagini) – Papu Gómez, José Luis Calderón Cheftrainer: Gustavo Alfaro | Guillermo Ochoa – José Antonio Castro González, Óscar Rojas (86. Lucas Castromán), Duilio Davino , Ricardo Rojas – Alejandro Argüello, Juan Carlos Silva, Germán Villa, Federico Insúa – Hernán López (76. Ismael Rodríguez), Salvador Cabañas Cheftrainer: Daniel Brailovsky ( Argentinien) | Club América |
| Arsenal de Sarandí                                        | 1:2 Martín Andrizzi (83.) | 0:1 Christian Díaz (18., Eigentor) 0:2 Juan Carlos Silva (62.) | Club América |
| Arsenal de Sarandí                                        | Diego Villar (58.), Javier Yacuzzi (60.), Andrés San Martín (78.) | Hernán López (21.), Duilio Davino (28.), Germán Villa (36.), Oscar Rojas (58.), Juan Carlos Silva (63.) | Club América |
| Arsenal de Sarandí                                        | Duilio Davino (90.), Lucas Castromán (90.) | | Club América |
| 5. Dezember 2007 in Avellaneda (Estadio Presidente Perón) | | |              |
| Ergebnis: 1:2 (0:1)                                       | | |              |
| Zuschauer: 30.000                                         | | |              |
| Schiedsrichter: Óscar Ruiz ( Kolumbien)                   | | |              |

1. ↑  Nach Hin- und Rückspiel stand es 4:4. Arsenal gewann jedoch aufgrund der Auswärtstorregel, die auch im Finale galt.
2. Nach Hin- und Rückspiel stand es 4:4. Arsenal gewann jedoch aufgrund der Auswärtstorregel, die auch im Finale galt.

## Beste Torschützen
| Rang | Spieler              | Klub               | Tore |
| ---- | -------------------- | ------------------ | ---- |
| 1    | Ricardo Ciciliano    | CD Los Millonarios | 6    |
| 2    | Hernán Rodrigo López | Club América       | 5    |
|      | Ebelio Ordóñez       | CD El Nacional     | 5    |
| 4    | Salvador Cabañas     | Club América       | 4    |
|      | Carlos María Morales | Defensor Sporting  | 4    |
|      | Diego de Souza       | Defensor Sporting  | 4    |
|      | Paulo Baier          | Goiás EC           | 4    |
|      | Rodrigo Archubi      | River Plate        | 4    |